# Henchir Tsouriate
Henchir El Menafa és un fortí amb qualificació de jaciment arqueològic de la governació de Médenine, delegació de Ben Guerdane, a uns 17 km al sud de la vila de Ben Guerdane, a uns 80 km al sud-est de Médenine, en una zona amb nombrosos henchir.